# Петровський парк (станція метро)
55°47′33″ пн. ш. 37°33′28″ сх. д. / 55.79250° пн. ш. 37.55778° сх. д.
Петровський парк (рос. Петровський парк) — станція Великої кільцевої лінії Московського метрополітену. Відкрита 26 лютого 2018 у складі дільниці «Діловий центр» — «Петровський парк». З моменту відкриття станція була частиною двох маршрутів:  Солнцевської лінії та  Великої кільцевої лінії. Після відновлення роботи станції метро «Діловий центр» 12 грудня 2020 року, рух Солнцевської лінії по дільниці «Парк Перемоги» — «Савеловська» припинився.

## Конструкція
Колонна трипрогінна станція мілкого закладення (глибина закладення — 25 м)) з острівною платформою.

## Оздоблення
Станція оздоблена у зеленій колірній гамі. Платформа станції оброблена сірим і чорним гранітом, колійні стіни — білим мармуром, колони — зеленим мармуром. У дизайн станції вписані зображення Петровського подорожнього палацу, що розташовано неподалік. Вестибюлі і ескалатори прикрашені світловими вітражами.

## Розташування та виходи
Станція розташована між станціями «ЦСКА» та «Савеловська». Виходи ведуть на обидві сторони Ленінградського проспекту, до стадіону «Динамо» і до Петровського парку. Один з виходів в місто зі станції розташований в районі вулиці Театральна алея, будинок 3, будівля 1.

## Пересадки
- Метростанцію  «Динамо»
- Автобуси: 22, 22к, 84, 105, 105к, 110, 207, 318, 319, 384, 456, 595, 727, 818, 904, 904к, 905, м1, т29, т42, т65, т70, т82, т86, н1, н12

| Попередня станція | Лінія | Лінія                 | Лінія | Наступна станція |
| ----------------- | ----- | --------------------- | ----- | ---------------- |
| ЦСКА              |       | Велика кільцева лінія |       | Савеловська      |